# Ray Brown (giocatore di football americano)
Leonard Ray Brown Jr. (Marion, 4 marzo 1968) è un ex giocatore di football americano statunitense che ha giocato nel ruolo di offensive guard nella National Football League (NFL). Al college giocò a football alla Arkansas State University.

## Carriera professionistica
Brown fu scelto nel corso dell'ottavo giro (201º assoluto) del Draft NFL 1986 dai St. Louis Cardinals. Nel 1989 passò ai Washington Redskins con cui nel 1991 vinse il Super Bowl XXVI battendo i Buffalo Bills. Successivamente giocò con San Francisco 49ers (1996-2001) e Detroit Lions (2002-2003), prima di fare ritorno ai Redskins per le ultime due stagioni della carriera. Il 14 gennaio 2006, lo stesso giorno in cui partì come titolare in una partita di playoff, annunciò il suo ritiro dopo venti stagioni. Brown, all'età di 43 anni, è uno dei più vecchi giocatori della storia ad essere stato schierato come titolare nei playoff.

## Vittorie e premi

### Franchigia
- Super Bowl : 1

Washington Redskins: XXVI
- National Football Conference Championship: 1

Washington Redskins: 1991

### Individuale
- Convocazioni al Pro Bowl: 1

2001
- Second-team All-Pro: 1

2001

## Statistiche
| Partite totali      | 262 |
| Partite da titolare | 205 |